# Университет Софии (Токио)
Университет София (яп. 上智大学  дзё:ти дайгаку, «Университет Высшей Мудрости») — частное высшее учебное заведение в Токио, Япония. Находится в токийском районе Тиёда по адресу Киой, 7 — 1. Университет назван в честь Божественной премудрости Софии. Помимо «японского» варианта яп. 上智 (дзё: ти), широко употребим и «европейский» вариант имени Университета лат. Sophia — ソフィア (София).
Член Ассоциации христианских университетов и колледжей Азии (англ. Association of Christian Universities and Colleges in Asia, ACUCA).

## История

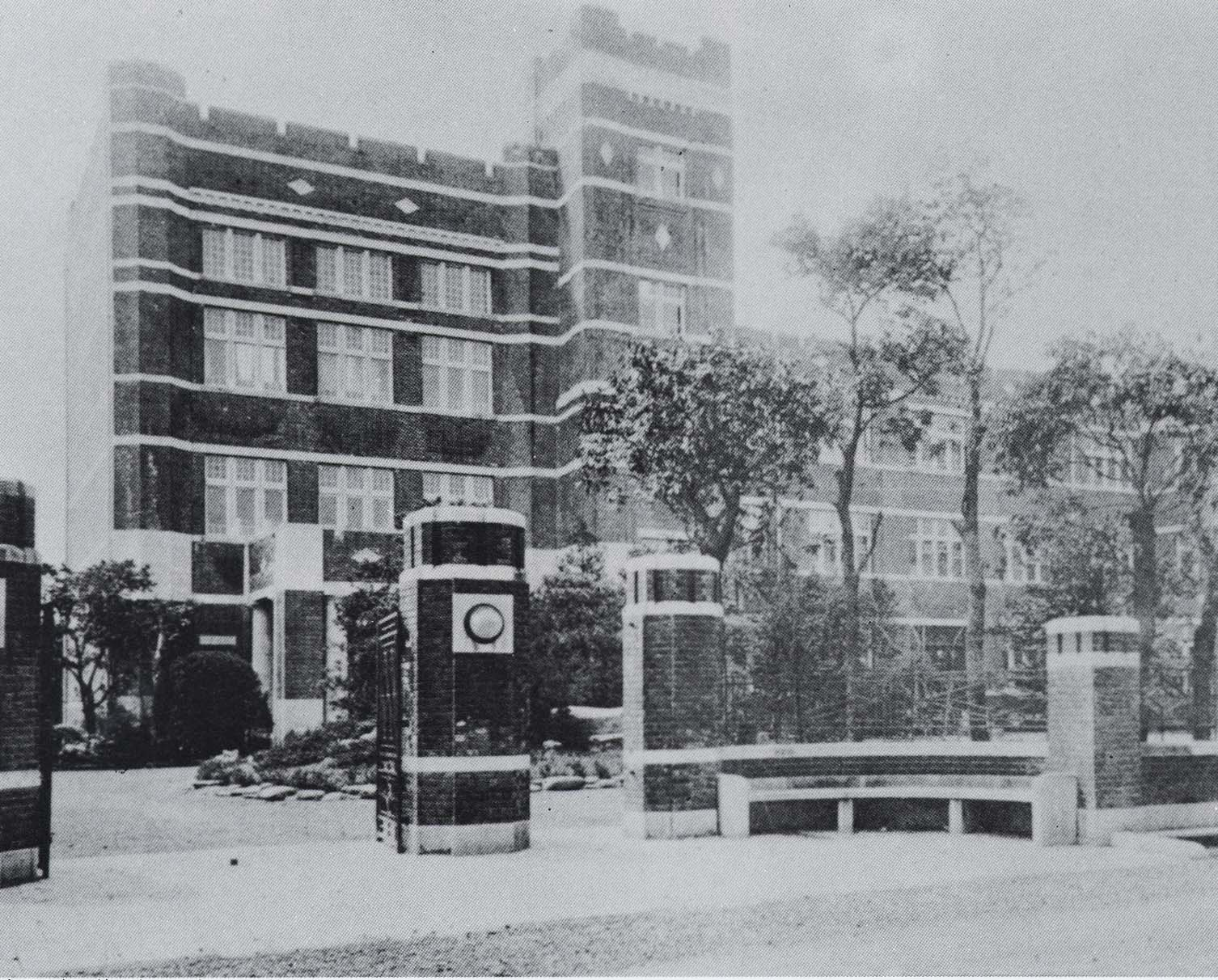
1914 год. Старое здание «Школы высшей мудрости» из красного кирпича

Ещё в XVI веке миссионер Франциск Ксаверий посетивший Японию в 1549 году, писал послание в Рим о том, что надеется основать университет в столице Японии. В 1906 году, по запросу иезуитов к Папе Пию Х, с просьбой о создании в Японии высших учебных заведений, была сформирована и послана миссия. 18 октября 1908 года, в Японию прибыли три человека: Йозеф Дальман SJ из Германии, Анри Буше, бывший директор академии иезуитов в Шанхае и выходец из Англии, получивший образование в Австрии, иезуит из американской провинции Джеймс Роклифф. В 1911 году они основали независимый фонд и школьный совет — 上智学院 (дзё: ти гакуин «школа высшей мудрости»). Позже, в 1913 году состоялась закладка фундамента будущего университета и после его построения, Университет Софии был признан в 1928 году на государственном уровне в статусе высшего учебного заведения.

### Философия имени и дух

#### Имя

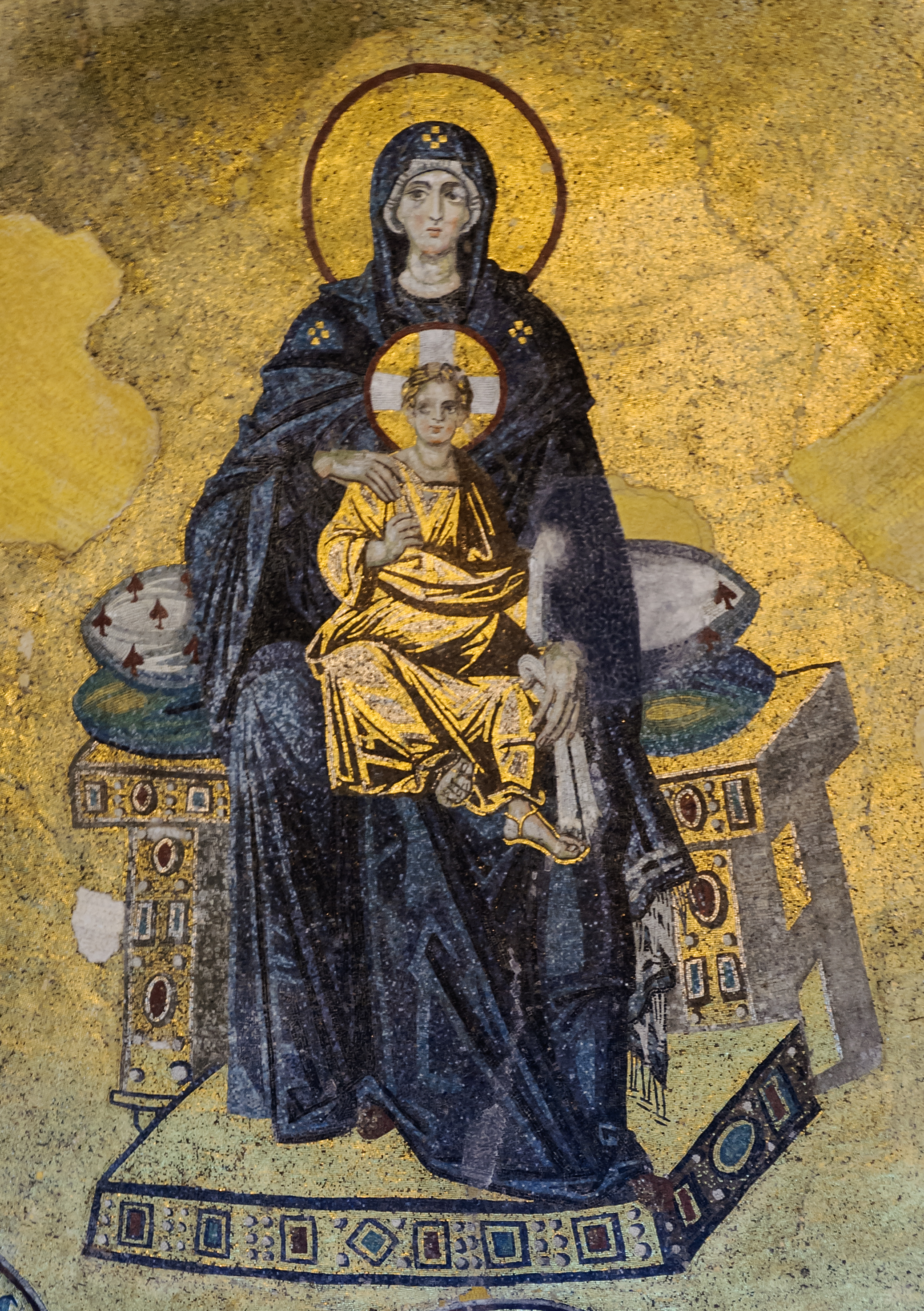
Мозаика с апсиды Собора Святой Софии Премудрости Божией (Константинопль)

Своё имя, как считается, университет обрёл в 1926 году. Оно было взято из католической молитвы «Литания Пресвятой Деве Марии», где в качестве одного из эпитетов Девы Марии упоминается «престол мудрости», или «престол Софии». Оригинальным смыслом этого греческого слова (др.-греч. σοφίᾱ, sophia — «мудрость»), является понимание его как «мудрость Бога», или «Божественная мудрость». То есть изначальным сакральным смыслом является представление девы Марии в качестве трона, на котором (то есть на руках Богородицы), покоится Божественная «София» мудрость (то есть Спаситель). Это так же было отражено в одном из девизов университета на латыни: Sophia — Universitas sedis Sapientiae «София — Университет место мудрости». Другим девизом является: Lux Veritatis — «Свет истины».

#### Душевный настрой
Настрой на учёбу декларирован в следующих сентенциях:
- «Men and Women for Others, with Others» — «Мужчины и женщины для других, вместе с другими»
- «Multidisciplinary Network» — «Междисциплинарные связи»
- «Global Competency» — «Широкая компетентность»

## Основные данные
В университете действуют 9 факультетов (学部): богословский, филологический, гуманитарный, экономический, иностранных языков, естественнонаучный, юридический, международных вольных искусств и глобалистики. При факультетах действуют 29 кафедр (学科). Существует дополнительный акушерский курс для выпускников гуманитарного факультета.
Университет осуществляет подготовку магистров и аспирантов по специальностям богословие, религиоведение, философия, литература, гуманитарные науки, юриспруденция, экономика, иностранные языки, международные исследования, естественные науки, экология и науки о данных.
При университете действуют несколько научно-исследовательских центров: Институт христианской культуры и религий Востока, Институт средневековой философии, Институт Латинской Америки, Институт биологических наук, Международный лингвистическо-информационный институт, Институт социальной справедливости и другие.

## Известные преподаватели
- Огата Садако — японский дипломат, занимала пост Верховного комиссара ООН по делам беженцев.
- Кунико Иногути — японский общественный и научный деятель.

## Известные выпускники
- Адольфо Николас — генерал общества иезуитов;
- Джордж Такеи — американский актёр;
- Коити Масимо — японский режиссёр аниме;
- Коитиро Гэмба — министр иностранный дел Японии;
- Кэрри Энн Инаба — американская хореограф, актриса и танцовщица;
- Пётр Сэйити Сираянаги — японский кардинал;
- Кэнъити Судзуки — автор текстов, вокалист и басист группы Нингэн ису;
- Стефан Ким Су Хван — корейский кардинал;
- Сумирэ Уэсака — популярная сэйю, певица и радиоведущая;
- Хисаси Иноуэ — японский писатель;
- Морихиро Хосокава — премьер-министр Японии.